# Kniażyca (mijanka)
Kniażyca (biał. Княжыца; ros. Княжица) – mijanka i przystanek kolejowy w miejscowości Kniażyca, w rejonie witebskim, w obwodzie witebskim, na Białorusi. Położona jest na linii Witebsk - Połock.
Kończy się tu biegnąca od Witebska linia dwutorowa. W stronę Połocka wiedzie jeden tor.